# Ben Utecht
Benjamin Jeffrey "Ben" Utecht (født 30. juni 1981 i Rochester, Minnesota, USA) er en tidligere amerikansk footballspiller, der spiller i NFL som tight end for henholdsvis Indianapolis Colts og Cincinnati Bengals. Hans karriere i ligaen strakte sig fra 2004 til 2009.
Utecht var i 2007 en del af det Indianapolis Colts-hold, der vandt Super Bowl XLI med sejr over Chicago Bears.

## Klubber
- 2004-2007: Indianapolis Colts
- 2008-2009: Cincinnati Bengals